# قشلاق (خرامه)
قشلاق (شیراز)، روستایی از توابع بخش کربال شهرستان شیراز در استان فارس ایران است.

## جمعیت
این روستا در دهستان سفلی قرار دارد و براساس سرشماری مرکز آمار ایران در سال ۱۳۸۵، جمعیت آن ۱۸۸ نفر (۴۶خانوار) بوده‌است.